# Геопространство
Геопространство (географическое пространство) — «форма существования географических объектов и явлений в пределах географической оболочки; совокупность отношений между географическими объектами, расположенными на конкретной территории и развивающимися во времени»
Характеризуется замкнутостью, положительной кривизной (выпуклостью), квазифрактальностью, анизотропностью в гравитационном поле Земли. Местоположение в геопространстве определяется сферическими (широта и долгота), радиальными (высота) или прямоугольными координатами (см. географические координаты), а также относительно иных объектов в геопространстве (см. географическое положение). Анизотропность геопространства выражается в неравнозначности горизонтального и вертикального направлений (перемещение по вертикали значительно усложнено), следствием чего является сферичность строения Земли, а также (в меньшей степени) широтного и долготного направлений, проявлением чего является широтная зональность. Мерами расстояния в географическом пространстве может быть не только декартово расстояние, а и время, энергия или средства на преодоление расстояния.
Отношения в геопространстве изучает география.